# Cambria (police de caractères)
Pour les articles homonymes, voir Cambria.
Cambria est une police de caractères à empattement fournie avec Windows Vista et Microsoft Office 2007, spécifiquement conçue pour la lecture à l’écran et pour garder la bonne intégrité des caractères de petite taille lors de l’impression. 
La famille de caractère Cambria se décline en quatre fontes : régulier, italique, gras et italique-gras.
Caladea (créée comme une police supplémentaire de Chrome OS) a les mêmes métriques que Cambria MS et peut être utilisée en remplacement. 